# Viorel Cataramă
 (janvier 2021).
La mise en forme du texte ne suit pas les recommandations de Wikipédia : il faut le « wikifier ».
Les points d'amélioration suivants sont les cas les plus fréquents :
- Les titres sont pré-formatés par le logiciel. Ils ne sont ni en capitales, ni en gras.
- Le texte ne doit pas être écrit en capitales (les noms de famille non plus), ni en gras, ni en italique, ni en « petit »…
- Le gras n'est utilisé que pour surligner le titre de l'article dans l'introduction, une seule fois.
- L'italique est rarement utilisé : mots en langue étrangère, titres d'œuvres, noms de bateaux, etc.
- Les citations ne sont pas en italique mais en corps de texte normal. Elles sont entourées par des guillemets français : « et ».
- Les listes à puces sont à éviter, des paragraphes rédigés étant largement préférés. Les tableaux sont à réserver à la présentation de données structurées (résultats, etc.).
- Les appels de note de bas de page (petits chiffres en exposant, introduits par l'outil «  Source ») sont à placer entre la fin de phrase et le point final[comme ça].
- Les liens internes (vers d'autres articles de Wikipédia) sont à choisir avec parcimonie. Créez des liens vers des articles approfondissant le sujet. Les termes génériques sans rapport avec le sujet sont à éviter, ainsi que les répétitions de liens vers un même terme.
- Les liens externes sont à placer uniquement dans une section « Liens externes », à la fin de l'article. Ces liens sont à choisir avec parcimonie suivant les règles définies. Si un lien sert de source à l'article, son insertion dans le texte est à faire par les notes de bas de page.
- La présentation des références doit suivre les conventions bibliographiques. Il est recommandé d'utiliser les modèles {{Ouvrage}}, {{Chapitre}}, {{Article}}, {{Lien web}} et/ou {{Bibliographie}}. Le mode d'édition visuel peut mettre en forme automatiquement les références.
- Insérer une infobox (cadre d'informations à droite) n'est pas obligatoire pour parachever la mise en page.

Pour une aide détaillée, merci de consulter Aide:Wikification.
Si vous pensez que ces points ont été résolus, vous pouvez retirer ce bandeau et améliorer la mise en forme d'un autre article.
Viorel Cataramă, né le 31 janvier 1955, est un homme d'affaires et homme politique roumain. Depuis 1990, il dirige le fabricant de meubles Elvila et son réseau de franchisés, dont il est le créateur. En 2019, il a fondé la DL, parti de droite libérale.

## Jeunesse
Viorel Cataramă est né à Bacău, où il a fréquenté l'école primaire no. 7 et le lycée « Lucrețiu Pătrășcanu » (actuellement collège national « Gheorghe Vrănceanu »).
Il est diplômé de la Faculté d'Économie et de Commerce, promotion 1980, et docteur en économie de l'Académie des études économiques (ASE) de Bucarest, département des relations économiques internationales, depuis 2004.

## Carrière
Après avoir obtenu son diplôme, il est d'abord employé à la Radio and TV Cassette Company à Bucarest. À partir de 1984, il est économiste à Tehnoforestexport, et en 1987, il est nommé directeur Europe de l'Est de la société belge BELCO auprès de la Chambre de commerce et d'industrie de Roumanie.
La chûte du régime de Nicolae Ceaușescu et celle du bloc de l'Est les années de transition vers l'économie de marché entraînent des nombreux changements dans le secteur de l'exploitation et la transformation du bois en Roumanie. Jusqu'en 1989, la Roumanie était le principal fournisseur des pays de l'UE, avec une part de marché de 16,8%, la production s'élevait à 675 Mio. USD, dont 70% étaient destinées à l'exportation. À cette époque, 202 000 employés travaillaient dans ce secteur.
Les marchés des pays de l'Est (CAEM), où la Roumanie exportait un quart de sa production, s'effondrent et font fait chuter la production de 50% entre 1990 et 1992. Les presque 496 combinats d'état sont incapables d'investir pour s'adapter aux nouvelles règles de l'économie de marché. Celle ci aura raison de ces entreprises, qui seront divisées en plusieurs entités. Les meilleures sont privatisées. Emergent alors de nombreux fabricants de taille plus modeste mais privés, et les investissuers étrangers comme Ikea ou Parisot, avec des outillages performants et une production plus flexible, capables de s'adapter facilement à la demande.
C'est à cette époque que Viorel Catarama rachete deux usines de fabrication de meubles appelé Elvila. Il investit dans de l'outillage moderne et relance l'activité. Les années 1995-1996 verront le secteur renaitre. Elvila propose une gamme presque complete de plus de 1000 produits en bois aggloméré mélaminé, plaqué mais aussi massif, etc et les matelas RELAXA. Ensuite, il développe un réseau de distribution en franchise. Il en fait en 1990 le groupe Elvila, dont il devient président directeur général.

## Activité politique
Depuis 1990, il est membre du comité directeur du Parti national libéral "Aripa Tânără". En 1991, il est nommé secrétaire d'État au ministère du Commerce et du Tourisme du gouvernement Petre Roman. En 1992, il est élu à la tête du Parti Libéral (PL) et à partir de 1993, après la fusion avec le PNL, il devient vice-président du Parti National Libéral, poste qu'il occupera jusqu'en 1999.
En 1996, il est élu sénateur PNL de Bacău. Durant la législature 1996-2000,  il préside la Commission économique du Sénat. Cette periode est marquée par de nombreuses initiatives législatives, dont certaines devinrent des lois.
En 2006, il est l'un des membres fondateurs du Groupe de dialogue libéral, il en devient président.
En 2015, il est élu président de la Croix-Rouge d'Ilfov.
En novembre 2018, Viorel Catarama décide de former son propre parti, appelé la Droite Libérale (DL).

## Activité éditoriale
En 1990, il fonde la Société de Presse "VIITORUL ROMÂNESC", qui publie les quotidiens "Viitorul Românesc" et "Ora", ainsi que l'hebdomadaire culturel "Timpul" de Iași.

## Activité patronale
En 1993, il est élu vice-président de l'Union Générale des Industriels Roumains et en 1994 président du Conseil National des Petites et Moyennes Entreprises Privées de Bucarest.
En 1996, il est élu vice-président de l'Association des Hommes d'Affaires Roumains.
En 2002, il devient membre du Conseil d'Administration de l'Association Roumaine des Fabricants de Meubles.
En 2013, il devient membre du Conseil Roumain des Investisseurs.

## Divers
De 1992 – 1996, il préside la Fédération Roumaine de Tennis.
En 1995, il institue le prix «Viorel Cataramă», décerné chaque année aux étudiants du Collège national «Gheorghe Vrănceanu» de Bacău, récompense financière des lauréats olympiades scolaires nationales . En 1998, il est citoyen d'honneur de Beiuș .
Le 3 octobre 2000, il organise le concert donné par le ténor Jose Carreras à l'Athénée roumain à l'occasion du dixième anniversaire du groupe Elvila. Le concert est accompagné par l'Orchestre Philharmonique de Bucarest, sous la direction du jeune chef d'orchestre espagnol David Gimenez.
En 2005, il devient vice-président de la Fédération Roumaine de Golf
Depuis 2007, il organise chaque, en collaboration avec l'Opéra National de Bucarest, un concert de Noël très apprécié, avec des solistes et des chefs d'orchestre de renommée mondiale:
- 2007 Rigoletto de Giuseppe Verdi, avec Renato Bruson (Rigoletto)
- 2008 Samson and Delilah de Camille Saint-Saens, avec Sylvie Brunet (Delilah) et Richards Mark Andrew (Samson)
- 2009 Lucia di Lammermoor de Gaetano Donizetti, avec Mariola Cantarero (Lucia) et Ismael Jordi (Edgardo)
- 2010 Evgheni Onegin de Piotr Ilyich Tchaikovsky, avec Boris Statsenko (Oneghin) et Zvetlana Vasileva (Tatiana)
- 2011 La Bohème de Giacomo Puccini, avec Fiorenza Cedolins (Mimi) et Jose Manuel Chu (Rodolfo)
- 2012 Aida de Giuseppe Verdi, avec Marianne Cornetti (Amneris) et Kamen Chanev (Radames)

En 2010, il devient vice-président de l'Association ds « Amis de l'opéra ».